# Вільхуватка (Харківський район)
Вільхува́тка — село в Україні, у Нововодолазькій селищній громаді Харківського району Харківської області. Населення становить 603 осіб. До 2020 орган місцевого самоврядування — Ватутінська сільська рада.

## Географія
Село Вільхуватка знаходиться на правому березі річки Вільхуватка, біля місця впадання її в річку Мжа, вище за течією примикає село Щебетуни. На відстані 1 км знаходиться село Ватутіне.
Через село проходить автомобільна дорога М18 (E108). Поруч проходить залізниця, найближча станція Джгун за 500 м. До села примикає лісовий масив.

## Історія
12 червня 2020 року, розпорядженням Кабінету Міністрів України № 725-р «Про визначення адміністративних центрів та затвердження територій територіальних громад Харківської області», увійшло до складу Нововодолазької селищної громади.
19 липня 2020 року, в результаті адміністративно-територіальної реформи та ліквідації Нововодолазького району, село увійшло до складу новоутвореного Харківського району.

## Населення

### Мова
Розподіл населення за рідною мовою за даними перепису 2001 року:
| Мова            | Кількість | Відсоток |
| --------------- | --------- | -------- |
| українська      | 541       | 89.72%   |
| російська       | 57        | 9.45%    |
| білоруська      | 2         | 0.33%    |
| румунська       | 1         | 0.17%    |
| інші/не вказали | 2         | 0.33%    |
| Усього          | 603       | 100%     |

## Економіка
- Акціонерне товариство «Вільхуватка».
- ТОВ, «Злак млин».

## Об'єкти соціальної сфери
- Вільхуватський фельдшерсько-акушерський пункт.

## Заходи
В селі Вільхуватки кожного року проходило святкування свята Івана Купала біля річки Вільхуватка. На святі була сцена для виступів, розваги для дітлахів та маленькі кіоски по продажу іграшок, їжі та напоїв. Невід'ємною частиною цього свята був вихід водяного зі ставка роль якого виконував чоловік, та водіння хороводів навколо вогнища. Але після початку пандемії COVID-19 та повномасштабного вторгнення россії на територію України святкування було скасовано.